# Février 1969

## Évènements
- France : fondation du CID-UNATI par Gérard Nicoud, pour la défense des artisans et des travailleurs indépendants[1].
- Syrie : Hafez el-Assad, ministre de la Défense, place ses proches aux postes clés de l’armée. En février, il entame une première procédure d’élimination de ses adversaires.
- Irak : relance de la question de la revendication du Chatt-el-Arab par l’Iran et l’Irak. L’Iran dénonce le traité de 1937 et remet en cause les règles de navigation sur le fleuve[2]. L’Irak répond en finançant l’opposition au régime de Téhéran. Les Kurdes d’Irak sont soutenus en retour par l’Iran.

- 2 février, France : à Quimper,  le général de Gaulle annonce au cours d'un voyage officiel en Bretagne,  qu’un référendum sur la réforme des régions et la transformation du Sénat aura lieu au printemps.

- 3 février :
  - France : Alain Poher rejette la réforme du Sénat.
  - Assassinat d’Eduardo Mondlane au Mozambique et intensification de la guérilla.

- 10 février[3] : élections législatives en Thaïlande. L’United Thai People’s Party emporte 75 sièges à la Chambre des représentants. Le principal groupe d’opposition, le Democratic Party, obtient 56 sièges.

- 12 février : la France se retire jusqu'à nouvel ordre de l'UEO.

- 17 février : Lundi de tous les lundis.

- 26 février : mort de Levi Eshkol d'une crise cardiaque. Il est le, troisième premier ministre de l'État d'Israël aux affaires depuis 1963.

## Naissances
- 1er février : 
  - Joshua Redman, saxophoniste de jazz américain.
  - Rachid M'Barki, journaliste et animateur de télévision franco-marocain.
- 2 février : Travis Charest, dessinateur, encreur et coloriste.
- 3 février : Beau Biden, homme politique américain († 30 mai 2015).
- 8 février : Adrien Duvillard, skieur français.
- 10 février : Thomas Van Hamme, présentateur vedette de la RTBF.
- 11 février : Jennifer Aniston, comédienne américaine.
- 12 février : Béatrice Fresko-Rolfo, femme politique monégasque.
- 14 février : Stefano Di Battista, saxophoniste de jazz italien.
- 17 février : David Douillet, judoka français.
- 19 février : Helena Guergis, femme politique fédérale canadienne.
- 26 février : Yaku Pérez, militant des droits des autochtones et homme politique équatorien.
- 28 février : Robert Sean Leonard, comédien américain.

## Décès
- 2 février : Boris Karloff, acteur britannique.
- 20 février : Ernest Ansermet, chef d'orchestre suisse.
- 27 février : Marius Barbeau, anthropologue, ethnologue, folkloriste canadien (° 1883).

John Boles,acteur américain
- 28 février : Gustavo Testa, cardinal italien, délégué apostolique en Égypte, en Palestine (en), en Arabie, en Érythrée, en Éthiopie (en), en Transjordanie et de Chypre (en) puis nonce apostolique en Suisse (° 28 juillet 1886).